# Shuangtang (köpinghuvudort i Kina, Jiangxi Sheng, lat 28,04, long 116,73)
Shuangtang är en köpinghuvudort i Kina. Den ligger i provinsen Jiangxi, i den sydöstra delen av landet, omkring 110 kilometer sydost om provinshuvudstaden Nanchang. Antalet invånare är 10 967. Befolkningen består av 5 292 kvinnor och 5 675 män. Barn under 15 år utgör 20,0 %, vuxna 15-64 år 72 %, och äldre över 65 år 6,0 %.
Runt Shuangtang är det ganska tätbefolkat, med 192 invånare per kvadratkilometer. Närmaste större samhälle är Maquanzhen, 18,7 km nordost om Shuangtang. Trakten runt Shuangtang består till största delen av jordbruksmark.
Genomsnittlig årsnederbörd är 2 563 millimeter. Den regnigaste månaden är juni, med i genomsnitt 466 mm nederbörd, och den torraste är oktober, med 21 mm nederbörd.